# Márk Kovácsréti
Márk Kovácsréti, né le 1er septembre 2000 à Budapest, est un footballeur hongrois. Il joue au poste d'ailier gauche au MTK Budapest.

## Biographie

### En club
Passé par les jeunes de l'Újpest FC, du Vasas SC et de Ferencváros TC, il signe le 7 septembre 2017 en faveur de Kisvárda FC, où il intègre immédiatement l'équipe première. Il fait ses débuts professionnels en Coupe de Hongrie le 20 septembre, à l'occasion d'un déplacement contre le BKV Előre. Il entre à la 64e minute de jeu à la place d'András Gosztonyi, et son équipe l'emporte 0-3. Il joue son premier match en deuxième division le 13 mai 2018, contre le Kazincbarcikai SC, en entrant à la 81e minute de jeu, et le Kisvárda FC s'incline 3-1. 
La saison suivante, il réalise seulement quatre apparitions en Coupe. 
Lors de la saison 2019-2020, il découvre la première division. Il fait ses débuts dans l'élite du football hongrois le 3 août 2019, lors d'une victoire à domicile 1-0 contre le Paksi SE, en jouant 80 minutes. Il marque son premier but le 21 juin 2020, sur la pelouse de Kaposvári Rákóczi à la 45e minute de jeu, et offre la victoire à son équipe 1-2. 
Le 1er juillet 2021, il signe pour trois ans en faveur du MTK Budapest, club avec lequel il réalise sa première apparition le 30 juillet, à l'occasion d'un match nul 1-1 obtenu dans le stade de Gyirmót FC Győr. Il entre en jeu à la 79e minute. 

### En sélection
Avec les espoirs, il participe au championnat d'Europe espoirs en 2021. Lors de cette compétition organisée en Hongrie et en Slovénie, il joue les 12 dernières minutes lors du match inaugural contre l'Allemagne. Avec un bilan catastrophique de trois défaites en trois matchs, onze buts encaissés et deux buts marqués, la Hongrie est éliminée dès le premier tour. 